# Oostende
Oostende ou, na sua forma portuguesa, Ostende é uma cidade e um município belga da província da Flandres Ocidental. O município é constituído pela cidade de Oostende e pelos antigos municípios de Stene e Zandvoorde. Oostende é a maior cidade da costa belga banhada pelo Mar do Norte.

## História

### Das origens à Idade Média
Nos primeiros tempos, Oostende não era mais que uma pequena aldeia construída na ponta leste (em neerlandês: oost-einde) de uma ilha (então chamada Testerep) entre o Mar do Norte e uma praia lacustre. Apesar de ser pequena, a aldeia foi elevada ao estatuto de cidade por volta de 1265 quando os habitantes tiveram autorização de terem um mercado e de construirem um edifício para o mercado.
O primeiro governador de Oostende foi o cavaleiro Woutre Van Ghent, que como governador da cidade adaptou o sufixo "MAN" em 1229 passando a intitular-se de Woutreman I Van Ghent  (em Francês aparece como Watreman de Gand ). Woutreman Van Ghent (1214-1261), era o filho mais novo de Zeger II, Visconde de Gand, que por sua vez era neto de Guilherme d’Ypres (filho legitimado de Filipe d’Ypres e neto de Roberto I da Flandres, Conde da Flandres) e de Stephanie de Viena (Borgonha). O brasão da cidade resulta do brasão deste cavaleiro.
A principal fonte de rendimentos para os habitantes era então a pesca. A linha costeira do Mar do Norte foi sempre instável e em 1395 os habitantes decidiram construir uma nova cidade de Oostend por trás de grandes diques construídos para evitar futuras ameaças do mar.

### Do século XV ao século XIX
A estratégica localização no Mar do Norte trouxe grandes vantagens para Oostende como porto, mas também foi fonte de problemas. A cidade foi frequentemente tomada, destruída e saqueada por  diversos exércitos invasores. O mais importante destes eventos teve lugar entre 1601 e 1604 teve lugar o cerco da cidade que contabilizou mais de 80.000 mortos e feridos de ambos os lados. Depois da sua independência do Império Espanhol os Holandeses mantiveram a sua liberdade religiosa.
Depois desta época, Oostend voltou a ser um porto com alguma importância. Em 1722, os Holandeses fecharam o porto de Antuérpia e a cidade de Oostende aumentou a sua importância porque  era uma boa alternativa à cidade de Antuérpia. A região sul dos Países Baixos (correspondente à actual Bélgica) tornou-se parte do Império Austríaco. O imperador austíaco Carlos VI garantiu à cidade de Oostende o monopólio comercial com África e o Extremo-Oriente. A Companhia Marítima de Oostende ficou com autorização de fundar colónias no ultramar. Todavia, em 1727, a mesma companhia ficou impedida de prosseguir as suas actividades devido às pressões dos Holandeses e dos Britânicos. Os Países Baixos e a Inglaterra não queriam ter competição no comércio e nos mares.

### Era Moderna
Nos tempos mais recentes, o porto de Oostende continuou a expandir-se, bem como o comércio a ele ligado. Oostende tornou-se um porto de trânsito para Inglaterra, quando o primeiro ferry navegou até ao porto inglês de Dover. Hoje não é mais que um ponto alternativo ao porto francês de Calais, muito mais importante. A cidade ganhou grande importância quando os reis da Bélgica Leopoldo I e Leopoldo II começaram a passar as suas férias nesta cidade. Foram então construídos diversos monumentos e villas para acolher a Família Real. Outros aristocratas belgas seguiram as suas pisadas e a cidade ficou conhecida como a "Rainha das Praias Belgas".

## Monumentos
- Casino e Forte Napoleão

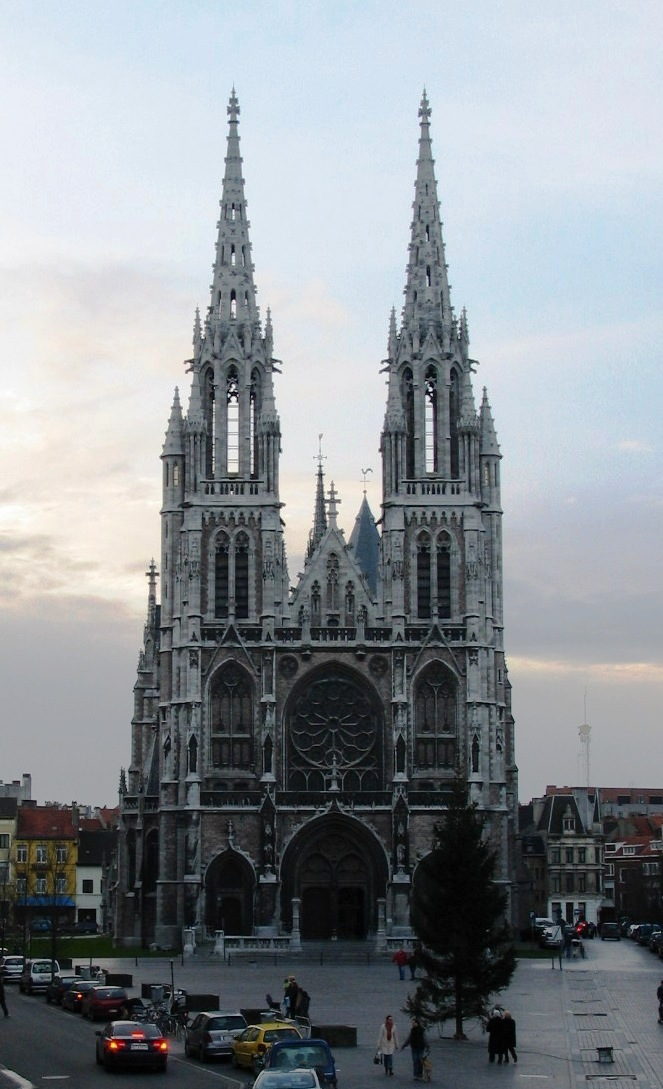
Igreja de São Pedro e São Paulo, em Oostende

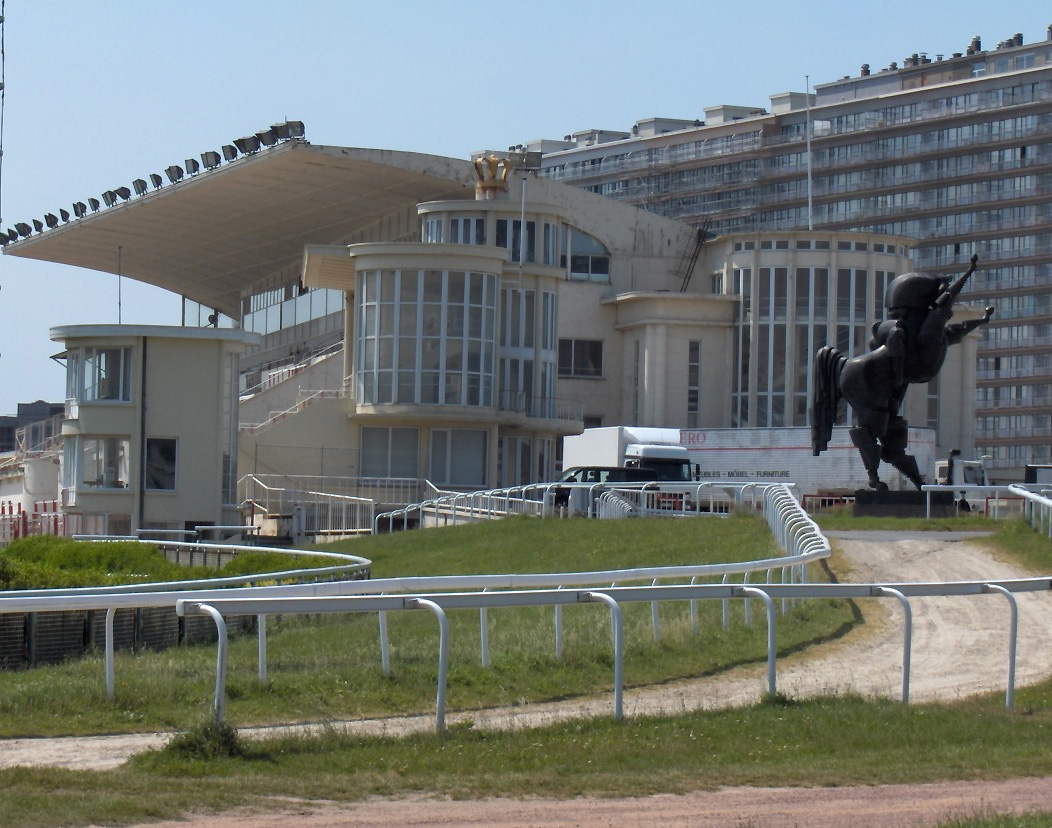
Imagem do Hipódromo de Wellington

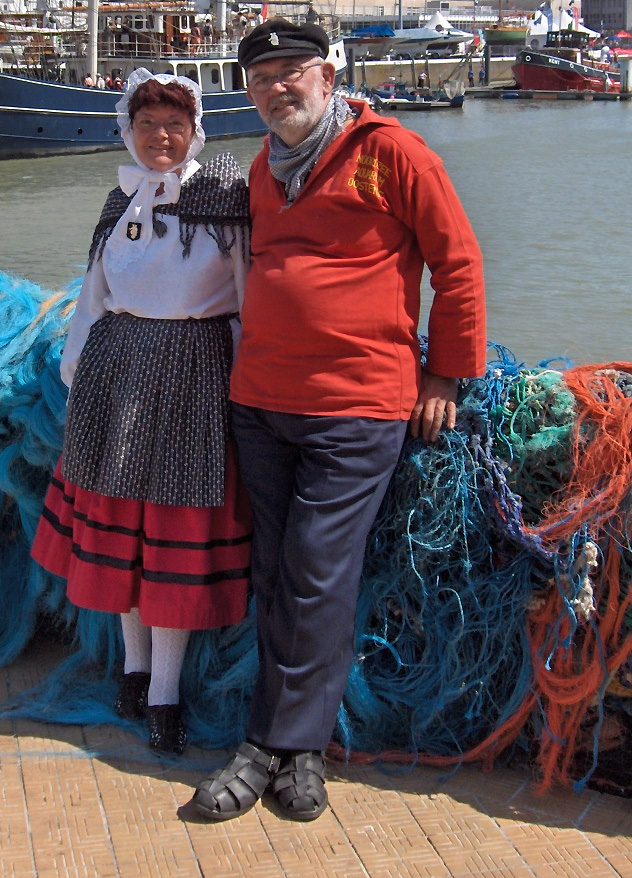
Trajes de pescadores dos princípios do século XX

- O Museu James Ensor, na casa onde viveu o artista James Ensor entre 1917 e 1949
- O Mercator, um navio da marinha mercante belga que foi transformado num museu educativo
- O Peperbuse, torre de uma igreja
- Hipódromo Wellington, onde se disputam corridas de cavalos.
- Igreja de São Paulo

## Habitantes famosos
- Auguste Marie François Beernaert, antigo primeiro-ministro belga.

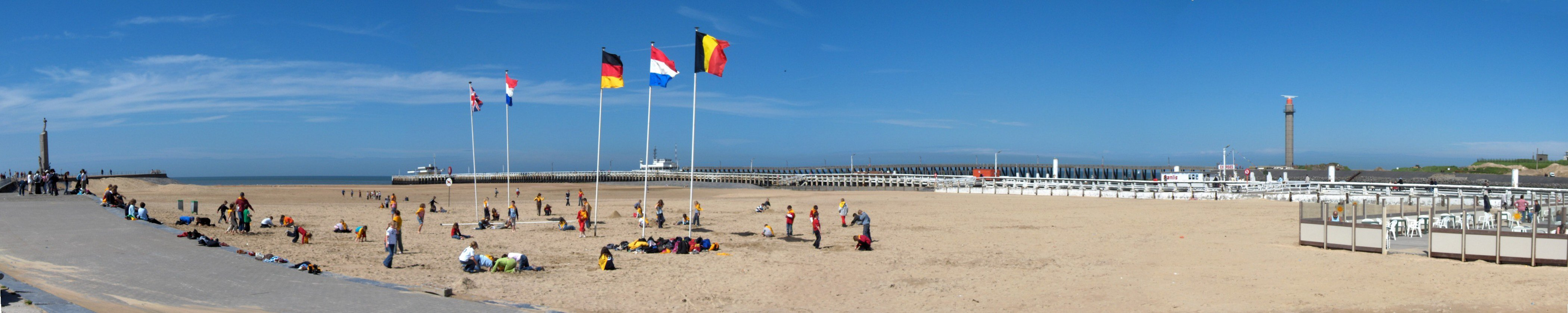
Vista panorâmica da praia de Ostende

- James Ensor, pintor
- René Magritte
- Marvin Gaye, músico
- Bart van den Bossche

## Clubes desportivos
O principal clube da cidade é o K.V. Oostende (futebol), há ainda o Basketball Club Oostende (basquetebol)